# Pompil
Pompil, pompil czarny (Centrolophus niger) – gatunek ryby okoniokształtnej z rodziny  pompilowatych (Centrolophidae).

## Występowanie
Występuje we wszystkich ciepłych morzach świata.
Ryba żyjąca w strefie otwartego morza, młode w strefie przypowierzchniowej, starsze osobniki w głębszych warstwach.

## Opis
Dorasta maksymalnie do 86 cm. Ciało owalne o niskim długim trzonie ogonowym. Głowa zaokrąglona, pysk tępy. Ciało pokryte bardzo drobną łuską. Płetwa grzbietowe bardzo długa niepodzielona podparta 10 twardymi i 28–31 miękkimi promieniami. Płetwa odbytowa podparta 3 twardymi i 21–22 miękkimi promieniami. Płetwa ogonowa duża z wyciętą tylną 
Ubarwienie: grzbiet ciemnobrunatny, szary lub czarny, brzuch rozjaśniony. Łuski o ciemnych krawędziach i srebrzystych nasadach, przez co ciało mieni się srebrnymi punktami.

## Odżywianie
Odżywia się skorupiakami, głowonogami i małymi rybami.

## Rozród
Biologia rozrodu jest nieznana.